# Hynobius yunanicus
Pachyhynobius shangchengensis là một loài kỳ giông thuộc họ Hynobiidae. Theo tác phẩm của Jian-Li Xiong et all, về mặt gene loài kỳ giông này chứng tỏ là loài đồng nghĩa với Pachyhynobius shangchengensis. 
Đây là loài đặc hữu của Trung Quốc.
Môi trường sống tự nhiên của chúng là sông ngòi và các đồn điền.
Chúng hiện đang bị đe dọa vì mất môi trường sống.